# RKSV Scherpenheuvel
Rooms Katholieke Sport Vereniging Scherpenheuvel là một đội bóng đá Curaçao ở Scherpenheuvel, và chơi ở Sekshon Pagá kể từ mùa giải 2015. Câu lạc bộ trước đây đã chơi ở hạng đấu cao nhất của Antilles Hà Lan, đã hai lần vô địch Giải nhất Curaçao League, trong cả hai mùa giải 1964-65 và 1968-69, và Giải vô địch Antilles Hà Lan một lần vào năm 1967. Tham gia Cúp vô địch CONCACAF năm 1968. Họ đã bị loại bởi SV Transvaal từ Suriname với tổng tỷ số 4-2.

## Danh hiệu
- Giải vô địch Antilles Hà Lan: 1

1967
- Giải hạng nhất Curaçao League: 2

1964-65, 1968

## Thành tích trong giải đấu CONCACAF
- Cúp vô địch CONCACAF: 1 lần xuất hiện

Cúp vô địch CONCACAF năm 1968   - Vòng đầu tiên - (Vùng Caribbean)   - Thua liên_kết=|viền SV Transvaal 4-2 trong kết quả toàn cầu.